# Purea

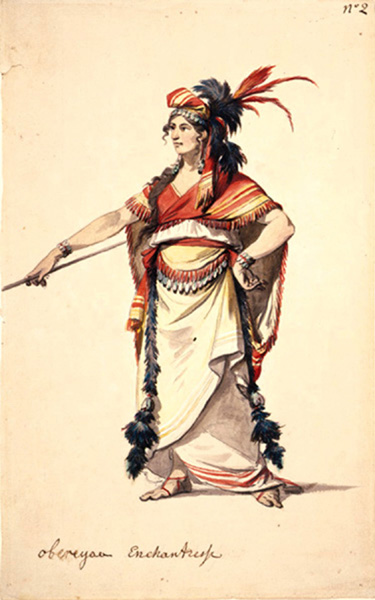
Oberea (Purea)

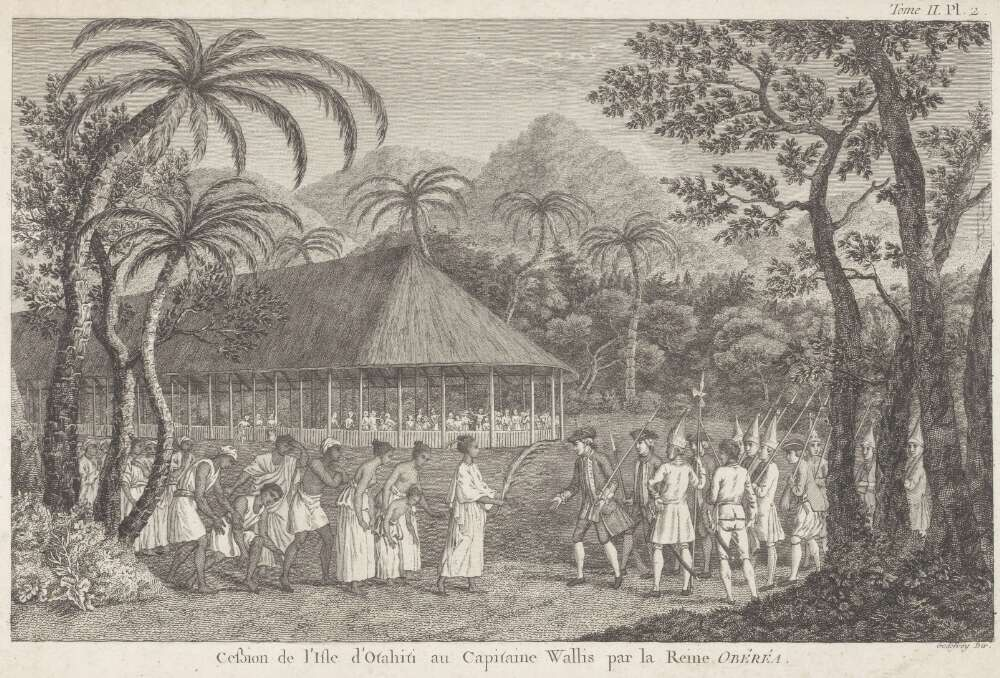
Samuel Wallis och hans besättning tas emot av Purea, juli 1767.

Purea eller Purahi, också kallad Oborea, formellt Te Vahine Airoro atua i Ahurai i Farepua, död efter 1775, var hövding över stammen Landward Teva på Tahiti under Samuel Wallis expedition 1767–1768. Hon blev i Europa omtalad som drottning av Tahiti. Drottning Purea är känd främst från de europeiska expeditioner som kom till Tahiti under hennes regeringstid.

## Familj
Purea var dotter till Teri’i Vaetua, ari’i rahi (hövding) av Fa’a’a-distriktet och med anspråk även på Moorea och Te Vahine Airoroau’a. Hennes bror, Te Pau i Ahurai, var faderns arvinge, medan hon själv gifte sig med Tevahitua (av Cook kallad Amo), hövding av Papara. De fick en son, Teri’irere, född cirka 1758. Deras son hade arvsanspråk både till Papara efter sin far, Mo’oerea efter sin mor, och Ha’apape efter sin farmor.

## Wallis expedition
Den 17 juli 1767 besöktes Tahiti för första gången av européer när Samuel Wallis expedition nådde Matavaibukten med HMS Dolphin. Bukten tillhörde då territoriet Pare (Arue/Mahina) och styrdes av dess hövding, drottning "Oberea" (Purea). Den första kontakten innebar en del stridigheter. Tahitierna försökte den 24–25 juli attackera fartyget med sina kanoter; möjligen för att de ville ha den värdefulla metallen, eller också för att de var rädda för att britterna planerade att stanna. Sedan Wallis lät beskjuta dem och deras strand med kanoner, gav tahitierna upp och erbjöd fred och offergåvor som ett tecken på underkastelse. Wallis kunde då etablera goda kontakter med drottning Purea. Wallis antog felaktigt att Purea var regerande drottning av hela Tahiti, trots att Tahiti under denna tid inte var enat utan bestod av flera små hövdingadömen. Hon beskrivs vid denna tid som lång, med dominant närvaro och ett angenämt utseende, och britterna uppskattade hennes ålder till cirka 40 år. Purea och hennes hovdamer underhöll britternas utsända i sin bostad, och hon gjorde också ett besök på deras fartyg. Wallis och Purea utbytte också diplomatiska gåvor. Wallis expedition lämnade ön den 27 juli. Ön besöktes därpå av Louis Antoine de Bougainville.

## Mahaiatea
Efter att Bougainvilles expedition lämnat ön i mitten av 1768, lät Purea och hennes make uppföra Mahaiatea som var menad att bli Tahitis rituella centrum, helgat åt krigsguden Oro och med sin son som överstepräst för en ny religiös titel. Det ska ha varit ett försök att göra sonen till hela Tahitis kung. En rahui, ett religiöst förbud, utfärdades för en rad vardagsfrågor, och när allmänheten sedan infann sig vid Mahaiatea, ska Purea också ha passat på att kräva att de även svor dem trohet som hela öns härskare. Detta vägrade stammen Seaward Teva under sin hövding Vehiatua i te Mata'i, och stridigheter ska ha utbrutit, som i slutet av 1768 resulterade i att Pare attackerades och Mahaiatea förstördes. Under kriget flydde Purea och hennes familj tillfälligt upp i bergen.

## Cooks expeditioner
13 april 1769 besöktes Matavaibukten på ön av James Cooks expedition på HMS Endeavour, som stannade där till augusti samma år. Även denna gång upprätthöll britterna fredliga kontakter med drottning Purea, som de också nu uppfattade som Tahitis drottning. Joseph Banks, en av Cooks besättningsmän, ska under vistelsen ha varit Pureas älskare, och en incident nämns hur han glömt sin pistol och överrock vid hennes bädd efter att ha övernattat hos henne. Hon beskrevs då som fet och maskulin och hon och hennes make som levande exempel på den mänskliga storhetens flyktighet. Ett brev från Purea till Banks finns bevarat, undertecknat "Oberea, drottning av Otaheite". Brevet är daterat år 1775, och det ska också ha funnits ett brev från henne till Wallis, som inte finns bevarat. Purea och hennes familj omtalas också under Cooks andra expedition till Tahiti 1773–1774. Det är oklart vilken ställning de då uppbar på ön. Purea omnämns inte längre någonstans efter 1775. När Cook för tredje gången besökte Tahiti år 1777, fanns Purea inte längre kvar.

## Eftermäle
Purea blev berömd i Europa, där hennes förbindelse med Joseph Banks inspirerade till erotiska dikter och hon själv blev en symbol för den sexuella frihet som man i Europa då tillskrev tahitierna. Hon betraktades där som en slags mellanting mellan en monark och en älvdrottning.